# Supreme Blientele
Supreme Blientele, anche noto come Chris Benoit e God is the Greatest, è il secondo album del rapper statunitense Westside Gunn, pubblicato nel 2018. Partecipano all'album Busta Rhymes, Jadakiss, Elzhi, Roc Marciano e Anderson Paak. In produzione, tra gli altri, 9th Wonder, Pete Rock, The Alchemist, Statik Selektah e Roc Marciano.
Su Metacritic riceve un punteggio di 69/100 basato su 5 recensioni. Album «cinematografico» paragonato a Only Built 4 Cuban Linx... di Raekwon perché riporta l'ascoltatore alla New York del 1995. Il titolo omaggia l'album Supreme Clientele di Ghostface Killah e il wrestler canadese Chris Benoit.
| Recensione     | Giudizio |
| -------------- | -------- |
| Rolling Stones |          |
| Exclaim!       |          |
| Pitchfork      |          |

## Tracce
1. Big Homie Arn – 1:00
2. Gods Don't Bleed (featuring Benny P & Jadakiss) – 4:57 – Daringer
3. Dean Malenko – 2:47 – Daringer
4. Brutus (featuring Benny & Conway) – 4:29 – Pete Rock
5. Amherst Station – 1:31 – Daringer
6. RVD (featuring Keisha Plum) – 3:30 – Daringer
7. Elizabeth – 4:08 – The Alchemist
8. Mean Gene – 1:31 – The Alchemist
9. Stefflon Don – 1:54 – Sadhu Gold, Hesh
10. Sabu – 1:12 – Sadhu Gold
11. Brossface Brippler (featuring Benny & Busta Rhymes) – 4:02 – The Alchemist
12. Spanish Jesus (featuring Crimeapple) – 2:46 – Harry Fraud
13. The Steiners (featuring Elzhi) – 2:45 – Pete Rock
14. Ric Martel (featuring Roc Marciano) – 2:14 – Roc Marciano
15. WESTSIDE – 3:16 – Statik Selektah
16. Wrestlemania 20 (featuring Anderson .Paak) – 6:25 – 9th Wonder
17. AA Outro (featuring Bro AA Rashid) – 2:46 – Harry Fraud

## Classifiche settimanali
| Classifica (2018)     | Posizione massima |
| --------------------- | ----------------- |
| US Independent Albums | 26                |
| US Heatseekers Albums | 7                 |